# Charles M. Dale

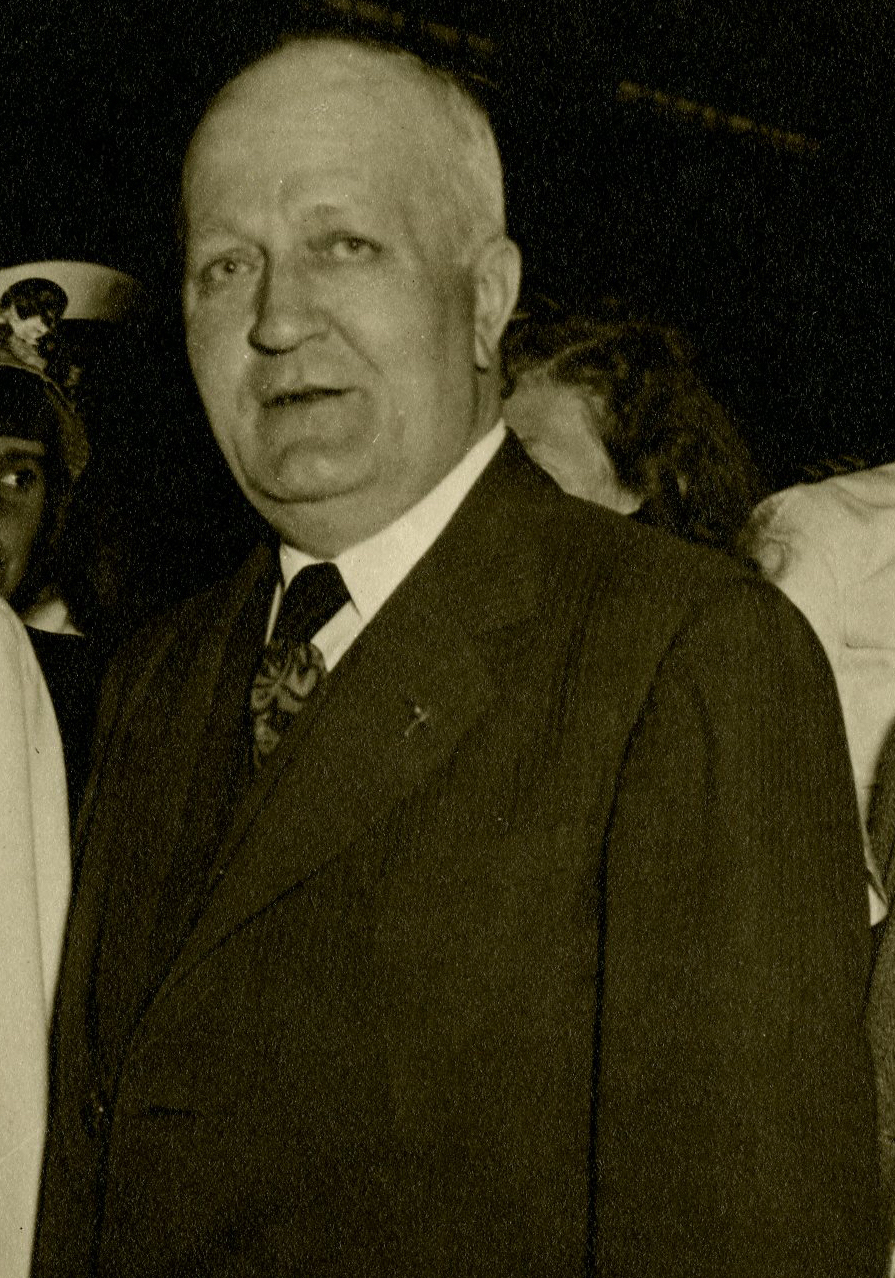
Charles M. Dale, 1945

Charles Milby Dale (* 8. März 1893 in Browns Valley, Minnesota; † 28. September 1978 in Portsmouth, New Hampshire) war ein US-amerikanischer Politiker und von 1945 bis 1949 Gouverneur des Bundesstaates New Hampshire.

## Frühe Jahre und politischer Aufstieg
Charles Dale besuchte die University of Minnesota, an der er unter anderem Jura studierte. Nach seiner Zulassung als Rechtsanwalt im Jahr 1917 arbeitete er zunächst für eine Kanzlei in Minnesota. Nach dem Ausbruch des Ersten Weltkriegs wurde er Oberleutnant einer Artillerie-Einheit des Küstenkorps, die in Portsmouth stationiert war. Im Jahr 1920 eröffnete er ebenfalls in Portsmouth eine eigene Anwaltskanzlei.
1921 wurde Dale Anwalt seiner neuen Heimatstadt und zwischen 1926 und 1928 war er dort Bürgermeister. Dieses Amt sollte er zwischen 1943 und 1944 noch einmal ausüben. Zwischen 1933 und 1939 war er mit einer Unterbrechung im Jahr 1937 Mitglied des Senats von New Hampshire. Von 1935 bis 1937 war er Präsident dieses Gremiums. Im Jahr 1937 gehörte er dem Beraterstab des Gouverneurs an. 1944 wurde er als Kandidat der Republikanischen Partei zum neuen Gouverneur seines Staates gewählt.

## Gouverneur von New Hampshire
Charles Dale trat sein neues Amt am 4. Januar 1945 an und konnte, nach einer Wiederwahl im Jahr 1946, bis zum 6. Januar 1949 in diesem Amt bleiben. In seine Amtszeit fällt das Ende des Zweiten Weltkriegs. Auch in New Hampshire mussten die heimkehrenden Soldaten wieder in die Gesellschaft eingegliedert werden, und die Kriegsinvaliden sowie die Angehörigen der Gefallenen versorgt werden. Neben diesen kriegsbedingten Angelegenheiten wurde für den öffentlichen Dienst ein neues Rentenversicherungssystem geschaffen. Der Gouverneur förderte sowohl den Tourismus als auch die Industrie seines Staates.

## Weiterer Lebenslauf
Nach dem Ende seiner Gouverneurszeit zog sich Dale aus der Politik zurück. Er kümmerte sich um seine privaten und geschäftlichen Angelegenheiten, wozu inzwischen auch das Bankwesen gehörte. Außerdem erwarb er den Radiosender WHEB, den er selbst leitete. Gouverneur Dale starb im September 1978. Mit seiner Frau Marion Marvin hatte er zwei Kinder.